# 별명을 가진 5형제
별명을 가진 5형제는 한국에서 제작된 고영남 감독의 1970년 영화이다. 장동휘 등이 주연으로 출연하였고 홍정기 등이 제작에 참여하였다.

## 출연

### 주연
- 장동휘
- 문희
- 박노식
- 허장강

## 제작진
- 조명: 고해진
- 미술: 노인택